# Мирон Флашар
Мирон Флашар (Београд, 23. јун 1929 — Београд, 2. март 1997) је био српски филолог, професор Универзитета у Београду, дописни члан САНУ.

## Биографија
Рођен је 1929. у Београду. Положио је 1948. године виши течајни испит у Трећој београдској мушкој гимназији, а дипломирао је 1953. на групи за класичну филологију београдског Филозофског факултета.
Од 1950. је запослен на Филозофском факултету у Београду, на Катедри за класичну филологију, односно на потоњем и садашњем Одељењу за класичне науке. Најпре је радио као инжењер, од 1953. као професор средње школе додељен на рад, а 1955. је изабран за асистента за предмет Класична филологија. Одбранио је 1959. докторску дисертацију под насловом „Античко наслеђе у делу Његошеву“, пред комисијом у којој су били професори Милан Будимир, Милош Н. Ђурић, Војислав Ђурић и Видо Латковић.
Изабран је 1959. у звање доцента за предмет класична филологија. Две школске године је провео на специјализацији у Атини, где се 1960/61. и 1962/63. бавио новијом грчком филологијом. Добио је 1964. Октобарску награду града Београда за књижевност, са професором Миланом Будимиром за заједнички писани универзитетски уџбеник „De auctoribus romanis: преглед римске књижевности“ (Београд, 1963).
Изабран је 1965. у звање ванредног професора за предмет Класична филологија, а 1971. у звање редовног професора за предмет Античке књижевности (хеленска и римска). Од 1977. био је управник Одељења за класичне науке Филозофског факултета у Београду.
Био је стални члан Матице српске, члан одбора МС и СКЗ и члан Уређивачког одбора Зборника МС за књижевност и језик. Учествује у раду неколико одбора САНУ.
Изабран је 1991. године за дописног члана САНУ. Умро је 1997. у Београду.